# Aachenski mir (1668.)
Aachenski mir iz 1668. godine sklopljen je poslije tzv. Devolucijskog rata između Luja XIV. i Španjolske, koji je počeo Luj XIV. 1665. godine.

## Povijest
Poslije primirja u Saint Germainu došlo je 2. svibnja 1668. do mira u Aachenu: Luj je tim mirom dobio neke flandrijske gradove (Charleroi, Douai, Tournai, Lille, Armentières i dr.), dok je Španjolskoj vratio Franche-Comté.